# Vasa län
Vasa län var ett län i Sverige 1775–1809, i Storfurstendömet Finland 1809–1917 (1855–1917 under namnet Nikolaistads län) och i det självständiga Finland 1917–1997. Fram till 1774 var det en del av Österbottens län. I samband med länsreformen 1997 blev det en del av Västra Finlands län den 1 september 1997. 
|  |  |  |  |  |

## Kommuner 1997
| - Alahärmä - Alajärvi - Alavo - Bötom - Etseri - Evijärvi - Halso - Himanka - Ilmola - Jakobstad - Jalasjärvi - Jurva - Kannus - Karleby - Kaskö | - Kauhajoki - Kauhava - Kaustby - Kelviå - Korsholm - Korsnäs - Kortesjärvi - Kristinestad - Kronoby - Kuortane - Kurikka - Laihela - Lappajärvi - Lappo - Larsmo | - Lehtimäki - Lestijärvi - Lillkyro - Lochteå - Malax - Maxmo - Nurmo - Nykarleby - Närpes - Oravais - Pedersöre - Perho - Peräseinäjoki - Seinäjoki - Soini | - Storkyro - Storå - Toholampi - Töysä - Ullava - Vasa - Vetil - Vindala - Vörå - Ylihärmä - Ylistaro - Östermark |

### Tidigare kommuner
| - Bergö - Björköby - Esse - Jeppo - Karleby landskommun - Kvevlax - Lappfjärd - Munsala - Nedervetil - Nykarleby landskommun - Petalax | - Purmo - Pörtom - Replot - Seinäjoki landskommun - Sideby - Solf - Terjärv - Tjöck - Öja - Övermark |

## Landshövdingar
- Fredrik Magnus von Nummers 1774 tf.
- Bror Cederström 1775–1785
- Adolf Tandefeldt 1785–1794
- Carl Fridrik Krabbe 1794–1805
- Magnus Wanberg 1805–1808
- Nils Fredric von Schoultz 1808
- Carl Constantin de Carnall 1808–1822
- Herman Henrik Wärnhjelm 1822–1830
- Gustaf Magnus Armfelt 1830–1832
- Carl Gustaf Mannerheim 1832–1833 tf. och 1833–1834
- Carl Olof Cronstedt 1834–1837 tf. och 1837 -1845
- John Ferdinand Bergenheim 1845–1847
- Berndt Federley 1847–1854
- Alexander von Rechenberg 1854–1858
- Otto Leonard von Blom 1858–1861
- Carl Gustaf Fabian Wrede 1863–1884 tf. 1862–1863
- Viktor Napoleon Procopé 1884–1888
- August Alexander Järnefelt 1888–1894
- Fredrik Waldemar Schauman 1894–1898
- Gustaf Axel von Kothen 1898–1900
- Fredrik Geronimo Björnberg 1900–1903
- Theodor Knipovitsch 1903–1906
- Kasten Fredrik Ferdinand de Pont 1906–1910
- Bernhard Otto Widnäs 1910–1913
- Nikolai Sillman 1913–1916
- Leo Aristides Sirelius 1916–1917
- Juho Torppa 1917 tf.
- Teodor August Heikel 1917–1920
- Bruno Sarlin 1920–1930
- Erik Heinrichs 1930
- Kaarlo Martonen 1930–1938
- Jalo Lahdensuo 1938–1943
- Toivo Tarjanne 1943–1944
- Gunnar Ahlbäck 1944–1967
- Martti Viitanen 1967–1977
- Antti Pohjonen 1977–1978
- Mauno Kangasniemi 1979–1991
- Tom Westergård 1991–1997